# Mulhouse Philidor
Le Mulhouse Philidor (parfois appelé « Philidor Mulhouse » ou « le Philidor ») est un club d’échecs mulhousien présent dans l’élite échiquéenne française depuis 1997. Il a été créé en 1971. Les différentes équipes premières de ce club jouent respectivement dans le Top 12, sans interruption depuis 1997, dans le Top 12 féminin, depuis la création de cette division en 2003, et dans le Top 12 jeunes depuis 1988.

## Histoire
Après la Seconde Guerre mondiale, il y eut jusqu'à trois clubs d'échecs à Mulhouse. Le Mulhouse Philidor actuel est issu de la fusion de deux d'entre eux,, L’Échecs Mulhouse 33 (E.M 33) et la Société d’Échecs de Mulhouse (S.E.M.). Lors de l'été 1971, le président de l’E.M 33, Jean Zeller, évoque une fusion des deux associations avec Alphonse Grunenwald, président de la S.E.M. qui transmet à son tour cette proposition à son comité. Le comité de la S.E.M avait rendu un avis favorable et les représentants des deux cercles s’étaient rencontrés pour mettre l’affaire au point. L'objectif était de terminer la fusion pour le 12 septembre, afin de pouvoir présenter des équipes pour la saison 1971-72.
Les deux associations tiennent leur assemblée générale le mercredi 7 septembre, dans deux salles séparées du restaurant Mulhouse « Le Richelieu », décident chacun leur dissolution à l'unanimité, et se rejoignent ensuite pour fonder le Mulhouse Philidor. Le nom du club vient du joueur d'échecs français François-André Danican Philidor. Alphonse Grunenwald est élu président du nouveau club.
La nouvelle équipe peut donc participer au championnat de France pour la première fois lors de la saison 1971-72.

## Championnat de France des clubs (Top 12)
Le Philidor compte environ 200 adhérents licenciés. Ils se répartissent dans divers niveaux de compétition nationale, du Top 12 à la Division 3.

### Équipe première

#### Composition
En Top 12, les équipes doivent transmettre une liste de 16 joueurs, incluant au moins une féminine, susceptibles de jouer pour le club. En 2016, pour le Philidor, ces seize joueurs sont les GMI David Navara, Matthias Blübaum, Andreï Istratescu, Andreas Heimann, Benjámin Gledura, Andreï Sokolov et Jean-Noël Riff, ainsi que le maître international Ider Borya, et les joueuses Mathilde Choisy, Emma Richard et Salome Neuhauser.

#### Palmarès
Le Philidor compte une victoire en coupe de France des clubs d'échecs en l'an 2000. L'équipe termine à la troisième place du Championnat de France des clubs d'échecs en Nationale 1 (l’ancêtre du Top 12) en 1999 et troisième du Top 12 en 2014 et 2016. Mulhouse fut également quatrième en 2003, 2011 et 2012 et cinquième en 2013.

### Top 12 féminin

#### Composition de l'équipe féminine
L'équipe féminine joue dans le Top 12 depuis sa création en 2003. Elle n'a pas été rétrogradée à ce jour. L'équipe est notamment composée de Mathilde Choisy, Emma Richard et Salomé Neuhauser.

#### Palmarès féminin
L'équipe féminine a notamment été vice-championne de France en 2014 et en 2016,.

### Top 12 jeune

#### Composition de l'équipe jeune
Le Philidor dispose d'un centre de formation de bon niveau, plusieurs jeunes joueurs deviennent champions ou vice-champions de leur catégorie à titre individuel, comme Quentin Burry et Dylan Viennot. Ils jouent également les compétitions par équipe.
Le club intervient également dans plusieurs écoles de la ville, lesquelles envoient des équipes aux championnats scolaires.

#### Palmarès jeune
Les équipes jeunes deviennent championnes de France, en 1992, 1993, 2001, 2013, 2014, et en 2016. Une des équipes devient aussi championne de France Interclubs Cadets/juniors, toujours en 2014. L’école Freinet de Mulhouse, entrainée par le Philidor, a remporté deux titres de champion de France scolaire (2008 et 2012).

## Autres équipes
Les autres équipes du club sont présentes à tous les échelons intermédiaires, de la Nationale 1 à la Départementale 3. Le grand nombre de licenciés permet au club de présenter des équipes dans la plupart des compétitions. Le club a remporté à plusieurs reprises divers titres dans ces différentes compétitions, son palmarès régional est très étoffé. En 2015, une des équipes du club remporte la Division 3 du Haut-Rhin. Il s’agit du plus faible échelon dans lequel le club a engagé des joueurs, mais cette victoire permet au club d’avoir remporté au moins une fois chacune des compétitions locales auxquelles il a participé.

### Equipe de Nationale 1
L'équipe représentant le Mulhouse Philidor en Nationale 1 n'a pas toujours été la même. En 1992, c'est l'équipe première du club qui atteint ce niveau. Jusqu'à sa promotion dans la division supérieure, l'actuel Top 12, c'est cette équipe qui va représenter le club à ce niveau.  

## Personnalités

### Actuellement au club
- David Navara, GMI tchèque, 22e au classement mondial (FIDE) en 2016.
- Jean-Noël Riff, GMI formé au club, il est le premier Alsacien[13] à obtenir ce titre.
- Vincent Riff, Maître International (MI), entraineur des équipes jeunes et sélectionneur de l'équipe de France jeunes.
- Andreï Sokolov, GMI franco-russe.

### Anciens membres
- Alphonse Grunenwald (1916-2000), problémiste[14], auteur traducteur de plusieurs livres sur les échecs. Juge international pour la composition en 1959, il a collaboré à la revue Thèmes 64 et a été rédacteur échiquéen au journal L'Alsace[15].Il a été le premier président du club Philidor Mulhouse

## Structures du Philidor
Le Mulhouse Philidor est une association déclarée, organisée sous la forme d'une association loi de 1901.